# Приключения в каникулы
«Приключе́ния в кани́кулы» (словац. Spadla z oblakov, дословно — Упавшая с облаков) — чехословацкий многосерийный телевизионный детский фильм, снятый в 1977—1978 годах по книге чешского писателя, журналиста и автора сценариев телевизионных передач Вацлава Боровички «Spadla z nebe» («Она упала с неба», 1967).

## Сюжет
Инопланетная девочка Майка с планеты Гурун попала на планету Земля, в небольшой словацкий городок Чабовце, где она знакомится с местными ребятами и переживает с ними приключения. Майка умеет летать без помощи каких-либо летательных аппаратов, ходить по потолку, бродить по воде, реплицировать любые предметы, менять скорость течения времени и многое другое. Майка, обладая такими уникальными способностями, становится объектом пристального внимания неких загадочных спецслужб. При этом Майка остаётся ребёнком, не понимающим многих простых вещей. Но благодаря своим новым друзьям Майка постепенно открывает для себя мир людей с их радостями и печалями, дружбой и взаимовыручкой.
В 1-й серии названы координаты Космоломни — 49°05′20″ с. ш. 19°25′22″ в. д., в остальных назывались координаты города Чабовцe — 49° с. ш. 19°05′ в. д..

## Серии
1. Явление
2. Летательный аппарат
3. Свадебное платье
4. Налёт
5. Банкет
6. Папа всё уладит
7. Секретарь
8. Таинственный иностранец
9. Операция «Одуванчик»
10. Прогулка на ракете
11. Похищение
12. В тире
13. Прощание

Для показа по советскому телевидению (телепремьера состоялась 4 июня 1984 года) из 13 коротких серий были сделаны 4 «полнометражные» (распространённая в СССР практика). Позднее, по каналу «Культура» фильм показывался в полном оригинальном варианте. Фильм был продан в 33 страны мира.

## Съёмки
Действие фильма происходит в вымышленном словацком городе Чабовцe. Фильм снимали в различных местах Чехословакии, удалённых друг от друга на значительное расстояние. Так, отель где поселилась Майка («FIS» в словацком городе Високе-Татри (район Штрбске-Плесо, Vysoké Tatry-Štrbské Pleso) находится на расстоянии 216 км от Космоломни (1,5 км от чешской деревни Дрысице (чеш. Drysice)).
На озере Штрбске-Плесо вообще было снято довольно много сцен, например в кадр несколько раз попадает отель «Wellness Hotel Patria». Несколько сцен фильма снимались в Праге. В фильме так же с помощью комбинированных съёмок показан пролёт героев над Братиславой.

## Съёмочная группа
Filmové studio Gottwaldov — Československá televízia Bratislava (Киностудия Готтвальдов — Чехословацкое телевидение Братислава)
- Режиссёр: Радим Цврчек (Radim Cvrček)
- Композитор: Гарри Мацоурек (Harry Macourek)
- Художник: Зденек Розкопаль (Zdeněk Rozkopal)
- Оператор: Карел Копецкий (Karel Kopecký)
- Сценарий: Эва Криванкова (Eva Krivánkova)

## Роли и исполнители
| Актёр                                  | Роль                               |
| -------------------------------------- | ---------------------------------- |
| Зузана Правнянская (Zuzana Pravňanská) | инопланетянка Майка                |
| Матей Ландл (Matej Landl)              | космоломец Карол Чутка             |
| Лубор Чайка (Ľubor Čajka)              | космоломец Славо Компиш            |
| Михал Суханек (Michal Suchánek)        | космоломец Юрко                    |
| Карол Полак (Karol Polák)              | фермер Дедич                       |
| Роман Кудрна (Roman Kudrna)            | фермер Игор                        |
| Павол Лазар (Pavol Lazar)              | фермер Ферко Михаличка             |
| Светлана Майбова (Svetlana Majbová)    | фермер Катка Михаличкова           |
| Мария Гайкова (Mária Hájková)          | бабушка Чуткова                    |
| Вацлав Бабка (Václav Babka)            | доктор Каменистый                  |
| Франтишек Зварик (František Zvarík)    | директор гостиницы Валко           |
| Милан Киш (Milan Kiš)                  | швейцар гостиницы Компиш           |
| Ян Крамар (Ján Kramár)                 | милиционер Квашняк                 |
| Петр Шольц (Peter Scholtz)             | радиолюбитель Эмил Горек «Луноход» |
| Эмил Йозеф Хорват (Emil Jozef Horváth) | учитель биологии Гайдыш            |

## Озвучивание
В СССР фильм был озвучен в 1984 году Главной редакцией кинопрограмм Центрального телевидения. Режиссёр — Герасимова, Инна Давыдовна. Актёры:
- Людмила Гнилова
- Ирина Гришина
- Элеонора Прохницкая
- Светлана Харлап
- Артём Карапетян
- Юрий Пузырёв

В 2006 году фильм заново озвучен студией СВ-дубль по заказу телеканала Культура, актёры:
- Лариса Некипелова
- Ирина Гришина
- Василий Дахненко

## Названия фильма на других языках
Фильм был дублирован на множество языков и многократно показывался в странах социалистического лагеря. В ряде случаев (например, в русском переводе), название фильма при переводе было полностью изменено.
- Словацкий (оригинал) — «Spadla z oblakov» («Упавшая с облаков»), по книге «Spadla z nebe» («Упавшая с неба»)
- Русский — «Приключения в каникулы»
- Немецкий — «Sie kam aus dem All» («Она пришла из космоса»)
- Английский — «She Came Out of the Blue Sky» («Она пришла с голубого неба»)
- Польский — «Majka z Kosmosu» («Майка из космоса»)
- Норвежский (Nynorsk) — «Majka — jenta frå verdsrommet» («Майка — девочка из космоса»)
- Вьетнамский — «Maika — Cô Bé Từ Trên Trời Rơi Xuống» («Майка — маленькая девочка, которая упала с неба»)
- Венгерский — «Csillagok küldötte» («Звездная посланница»)
- Болгарский — «Паднала от облаците» («Упала с облаков»)
- Испанский — «Mayka, La Niña del Espacio» («Майка, малышка из космоса»)
- Монгольский — «Оддын охин» («Звёздная девочка»)